# Tom Clancy's Splinter Cell: Pandora Tomorrow
Tom Clancy's Splinter Cell: Pandora Tomorrow er det andet spil i serien Tom Clancy's Splinter Cell. 
Spilleren har rollen som Sam Fisher i kampen mod terroristceller over hele verden.